# 助教
助教（じょきょう, Assistant Professor）は、日本の高等研究教育機関において、学生に対する教授、研究指導、または自らの研究に従事する教員のことであり、2007年4月1日の学校教育法改正施行により正式に導入された。教授、准教授の次の職位に位置し、2006年度までの助手にほぼ相当する。
改正後の助教は、法律上では教授や准教授から独立した職位となった。そのため授業及び卒研生等の学生指導を行い、科研費や民間との共同研究費等の外部資金も獲得し、研究室を運営できる主任研究者（PI、Principal investigator）となることが、法律上では可能となった。
2007年の学校教育法改正では、米国の教授職をモデルにしており、米国と同様に教授、准教授、助教を基本構成としている。その結果、改正前の専任講師の職位を設ける大学や学部は大幅に減少し、助教職位への収斂が、現在も続いている。
助教の英文名称は、ほぼ日本の全大学で、Assistant Professorと規定されている。

## 導入の背景
2007年3月31日までの学校教育法上における助手は「教授の下請けになりがち」との指摘がしばしばなされていた。この傾向は、文系よりも、理系、とりわけ小講座制を採用する医学部などで顕著な傾向であった。そこで旧来の助手のなかから、教育・研究を主たる職務とする者を「助教」として選り分け、教授から独立した職位として位置づけることで、教育・研究面での主体的な役割を明確にし、その能力を発揮させることを狙いとした、学校教育法の一部改正が行われた。
こうして、2007年4月1日以降、旧来の助手は、教授候補の研究者として位置づけられ、単独で研究室と講義を持つことのできる助教と、研究や実験の補助や事務などを専ら担う助手とに分かれることになった。

## 資格と職務

### 資格
助教の資格は、大学設置基準によって以下のように定められている。

（助教の資格）
第16条の2 助教となることのできる者は、次の各号のいずれかに該当し、かつ、大学における教育を担当するにふさわしい教育上の能力を有すると認められる者とする。
1. 第14条〔教授の資格〕各号又は第15条〔准教授の資格〕各号のいずれかに該当する者
2. 修士の学位（医学を履修する課程、歯学を履修する課程、薬学を履修する課程のうち臨床に係る実践的な能力を培うことを主たる目的とするもの又は獣医学を履修する課程を修了した者については、学士の学位）又は学位規則第5条の2に規定する専門職学位（外国において授与されたこれらに相当する学位を含む。）を有する者
3. 専攻分野について、知識及び経験を有すると認められる者

### 職務
助教の職務について、学校教育法第92条の8号では、「専攻分野について、教育上、研究上又は実務上の知識及び能力を有する者であつて、学生を教授し、その研究を指導し、又は研究に従事する」と定めている。助手とは異なり、教授や准教授の研究、講義を補助する義務はなく、講義ができる専任教員としてカウントされる。ただし、理系など一部の学問分野では、単独で講義を担当できない大学もある。

## 待遇
2007年4月をもってそれまでの助手が助教に移行した際、大学によって、給与面での待遇が据え置かれるケースと、（将来の専任講師の職位廃止を見越して）専任講師と同等に引き上げられるケースとに分かれた。
また、この移行に際しては、本来、助教の資格・能力を有する助手であっても、任期付きに同意すれば助教になれるが、同意しない場合は「新助手」とするとした大学があり、一部で問題視された。この例に限らず、（いわゆる「万年助手」を防ぐために）再任1回の5年などの任期制による任用が一般的となっている。なお、一部の大学では、任期後に、研究業績に基づく昇進審査を行い、及第した者に対してテニュア（教授や准教授としての終身在職権）を与えるテニュア・トラックの制度も導入されている。
テニュア・トラックの標準モデルは、「博士号を取得した30歳前後の若手研究者を対象に大学が10～20人を選抜し、1,000万円ほどの資金を支給して自分の研究室と専任スタッフを持たせる。以後、年1,000万円ほどの研究費を5年間支給したうえで、昇進審査をする」というものである。

## 米国との比較
米国とカナダの場合、Assistant Professor（アシスタント・プロフェッサー）は独立した研究室、教室を運営し、技官やポスドクを雇う権限が与えられる主任研究者（PI、Principal investigator）である。つまり、テニュア（大学教員の終身在職権、永久教授職）を獲得していない点を除けば、PIとして教授（Full Professor）および准教授（Associate Professor）と同じ権限を持つ。
2007年の法改正まで、日本の旧助手の職務は、学校教育法で「助手は、教授及び助教授の職務を助ける」と定められていた。
しかし、2007年の学校教育法の改正により、米国の教授職位をモデルに、新しい助教は、教授、准教授の次の独立した職位と定められた。その結果、授業及び卒研生等の学生指導を行い、科研費や民間との共同研究費等の外部資金も獲得し、研究室を運営できるPIとなることが、法律上も可能となった。
米国の講師(Lecturer)はテニュアトラック外の教育専門職であり、非常勤が多く、日本の専任講師ではなく非常勤講師に相当する。新しい学校教育法では教授職の基本構成に専任講師は含まれず、米国と同じく、教授、准教授、助教の３教授の基本構成としている。その結果、改正前の専任講師の職位を設ける大学や学部は大幅に減少し、多くの大学・学部では専任講師職位が消滅した。専任講師の職位を残している一部の大学や学部でも、専任講師は准教授のポストが空くまでの臨時的職位となっている場合が多く、助教職位への収斂が、現在も続いている。
医学・歯学部に属する臨床系の教室においては、学校教育法改正の趣旨を無視し、教授（1人）、准教授（1人）、講師（2人）、助教（4 - 6人）、医員（3 - 6人）の構成を取っている場合が多く、准教授の手前の職階は講師となる。学部運営の役職につくには講師以上の職階が通常必要である。医学・歯学部臨床系教室では、助教はさらに病院助教と学部助教に分類される。基礎系部門、学部では、通例、講師はLecturer・Instructor、助教はAssistant Professorとされる。

## 各国の職階

### 日本の大学の例
- 東京大学での例：助教 Assistant Professor[10]

　 (ただし東京大学は、公式の全教員検索においては、助教の英文名称をResearch Associateとしている。)
- 京都大学での例：助教 Assistant Professor[12]
- 名古屋大学の例：助教 Assistant Professor[13]

### 米国・カナダ大学教員の職階
- 教授 Professor
- 准教授 Associate Professor
- アシスタント・プロフェッサー Assistant Professor
- 非常勤／教育専門講師 Lecturer / Instructor
- ポスドク・助手 Research Associate

例：

### 中国大学教員の職階
中国および台湾の助教は、日本でいう助手の立場である。中国・台湾の助理教授が日本の助教に相当する。
- 教授 Professor
- 副教授 Associate Professor
- 助理教授 Assistant Professor
- 講師 Lecturer / Instructor
- 助教 Assistant

例：
NYU Shanghaiでの例：

### 台湾大学教員の職階
- 教授 Professor
- 副教授 Associate Professor
- 助理教授 Assistant Professor
- 講師 Lecturer / Instructor
- 助教 Teaching Assistant / Assistant

国立台湾大学での例：

## 過去の用例
明治期、教授、教諭などを補佐する職として助教の語が用いられていた。たとえば、設立当初の東京大学では、「教授」と「教員」の間に「助教」がおり、授業を担当していた。また戦前における中学などの代用教員を助教といった。
江戸時代にも助教が見られる。熊本の藩の医学校である再春館の制度で教授の下に助教がある。その説明として、医学助教　凡掌館内代教授先生之事故、疾病。以助講説教育之事。とある。助講ともいったようである。
さらにさかのぼると、助教は、古代律令制期の大学寮明経道において、明経博士（みょうぎょうはかせ。定員1名）を補佐して経書を講義する令外官の名称である（定員2名）。なお、この明経博士・助教を補佐するものとして、直講（定員2名）という令外官も置かれていた。

## 軍学校における助教
軍学校（士官学校、飛行学校など）における助教とは、教官（基本的に将校（士官）が拝命）を補佐し生徒を指導する立場を指し、曹長や軍曹といった長い軍歴を有するベテランの下士官が主に拝命した。基礎訓練や野戦演習などの実践的な部分での教育を担当した。なお、士官学校（本科）の生徒は下士官の階級が与えられる士官候補生や幹部候補生であり、時期によっては階級の上では生徒の階級が助教よりも上となることもある。